# Takayuki Chano
Takayuki Chano (茶野 隆行 Chano Takayuki?,  nacido el 23 de noviembre de 1976 en Chiba) es un exfutbolista japonés que se desempeñaba como defensa.
Chano jugó 7 veces para la selección de fútbol de Japón entre 2004 y 2005. Chano fue elegido para integrar la selección nacional de Japón para los Copa Asiática 2004 y Copa FIFA Confederaciones 2005.

## Trayectoria

### Clubes
| Club                | País  | Año         |
| ------------------- | ----- | ----------- |
| JEF United Ichihara | Japón | 1995 - 2004 |
| Júbilo Iwata        | Japón | 2005 - 2009 |
| JEF United Chiba    | Japón | 2010 - 2011 |

### Selección nacional
| Selección | País  | Año         |
| --------- | ----- | ----------- |
| Absoluta  | Japón | 2004 - 2005 |

## Estadística de equipo nacional
| Selección de Japón | Selección de Japón | Selección de Japón |
| Año                | Part.              | Goles              |
| ------------------ | ------------------ | ------------------ |
| 2004               | 3                  | 0                  |
| 2005               | 4                  | 0                  |
| Total              | 7                  | 0                  |